# Fostoria (Ohio)
Fostoria es una ciudad ubicada en el condado de Seneca en el estado estadounidense de Ohio. En el Censo de 2010 tenía una población de 13441 habitantes y una densidad poblacional de 668,5 personas por km².

## Geografía
Fostoria se encuentra ubicada en las coordenadas 41°9′37″N 83°24′45″O / 41.16028, -83.41250. Según la Oficina del Censo de los Estados Unidos, Fostoria tiene una superficie total de 20.11 km², de la cual 19.54 km² corresponden a tierra firme y (2.81%) 0.56 km² es agua.

## Demografía
Según el censo de 2010, había 13441 personas residiendo en Fostoria. La densidad de población era de 668,5 hab./km². De los 13441 habitantes, Fostoria estaba compuesto por el 84.1% blancos, el 6.35% eran afroamericanos, el 0.15% eran amerindios, el 0.45% eran asiáticos, el 0.01% eran isleños del Pacífico, el 4.27% eran de otras razas y el 4.66% pertenecían a dos o más razas. Del total de la población el 11.53% eran hispanos o latinos de cualquier raza.